# 胡皓
胡皓（1987年4月18日—），是中国足球运动员，司职中场。

## 俱乐部生涯
胡皓出自于武汉光谷梯队。2007年进入一线队名单征战中超联赛，但并为获得联赛出场机会。2008年胡皓加盟中乙球队湖南湘涛征战中乙联赛，并于两年后随队升入中甲联赛。2012年租借至中乙球队湖北华凯尔并再次帮助球队成功升甲。2013年以后离开职业赛场加盟武汉宏兴征战业余联赛。2016年武汉宏兴在足协杯主场对阵江苏苏宁的比赛中发生斗殴事件被取消比赛资格，胡皓不在被禁赛的名单中。2017年夏季二次转会期，胡皓以自由身加盟乙级球队成都钱宝。